# BDMV
BDMV（Blu-ray Disc Movie、BD-MV），為藍光光碟規格之一的「BD-ROM」所使用的格式之一。
在DVD規格中相當於DVD-Video。此外，BDMV也有另一個可當作同義詞的名字BD-Video。一般於市售的藍光軟體規格稱作BD-Video，在書寫等領域上稱作BDMV。

## 特徵
MPEG系統規格採用MPEG-2 TS。
具有與DVD有親和力的「HDMV」（high definition movie mode）及可實現複雜的互動式功能之「BD-J」（Blu-ray Disc Java）等兩種功能。
「BD-J」是以歐美數位播放用之互動規格及MHP、OCAP等所採用的Java規格為基礎所開發，因此不需依賴特定的OS也可達到相容效果。

## 規格樣式
- BD-ROM Profile 1/Standard Profile
- BD-ROM version 2 Profile 1 version 1.1/Final Standard Profile
  - BONUS VIEW
- BD-ROM version 2 Profile 2/Full Profile
  - BD-Live

## 相關規格
- DVD-Video
- BDAV
- AVCHD